# Magistralinis kelias A1

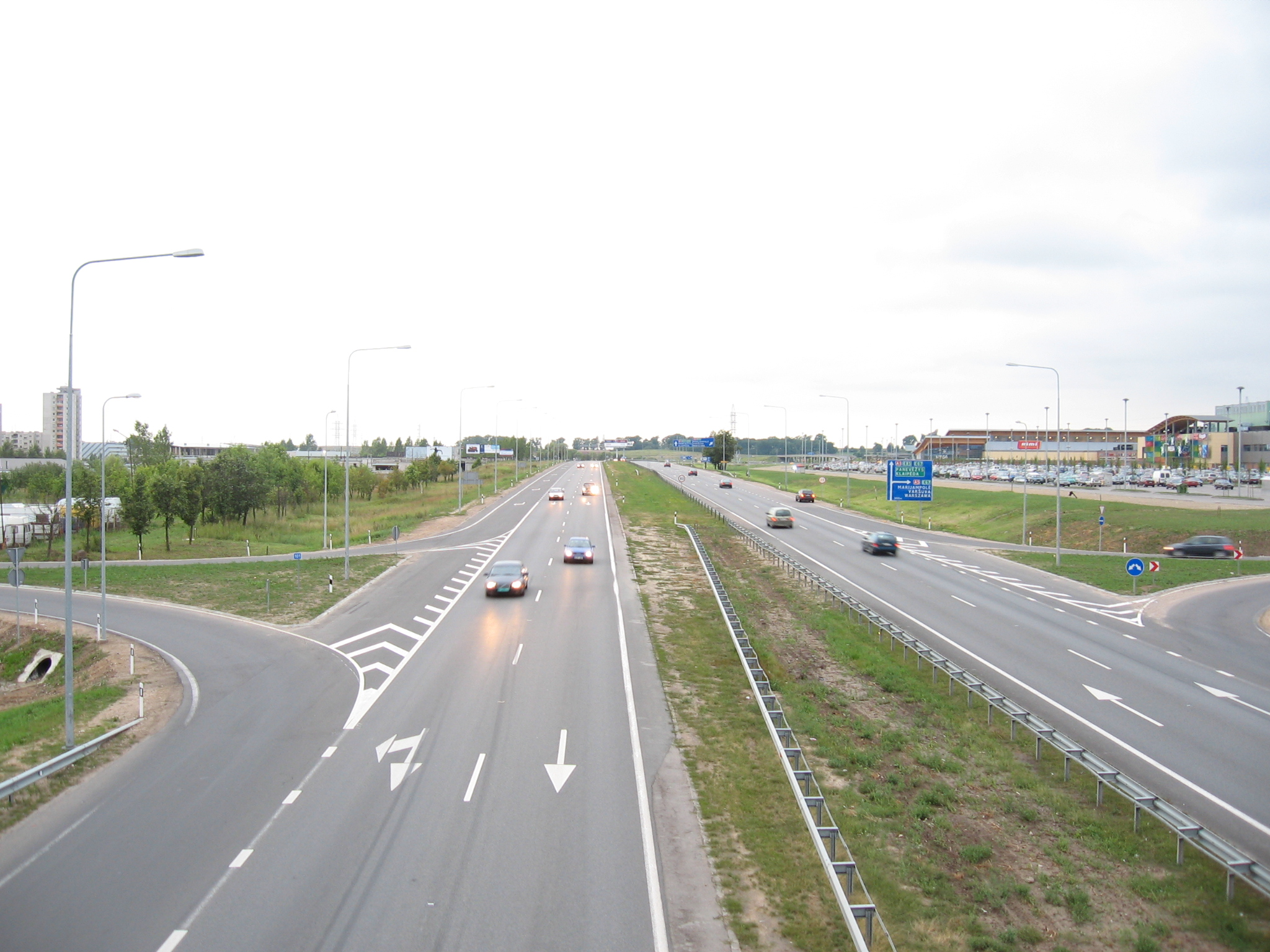
Autostrada A1 all’altezza di Kaunas

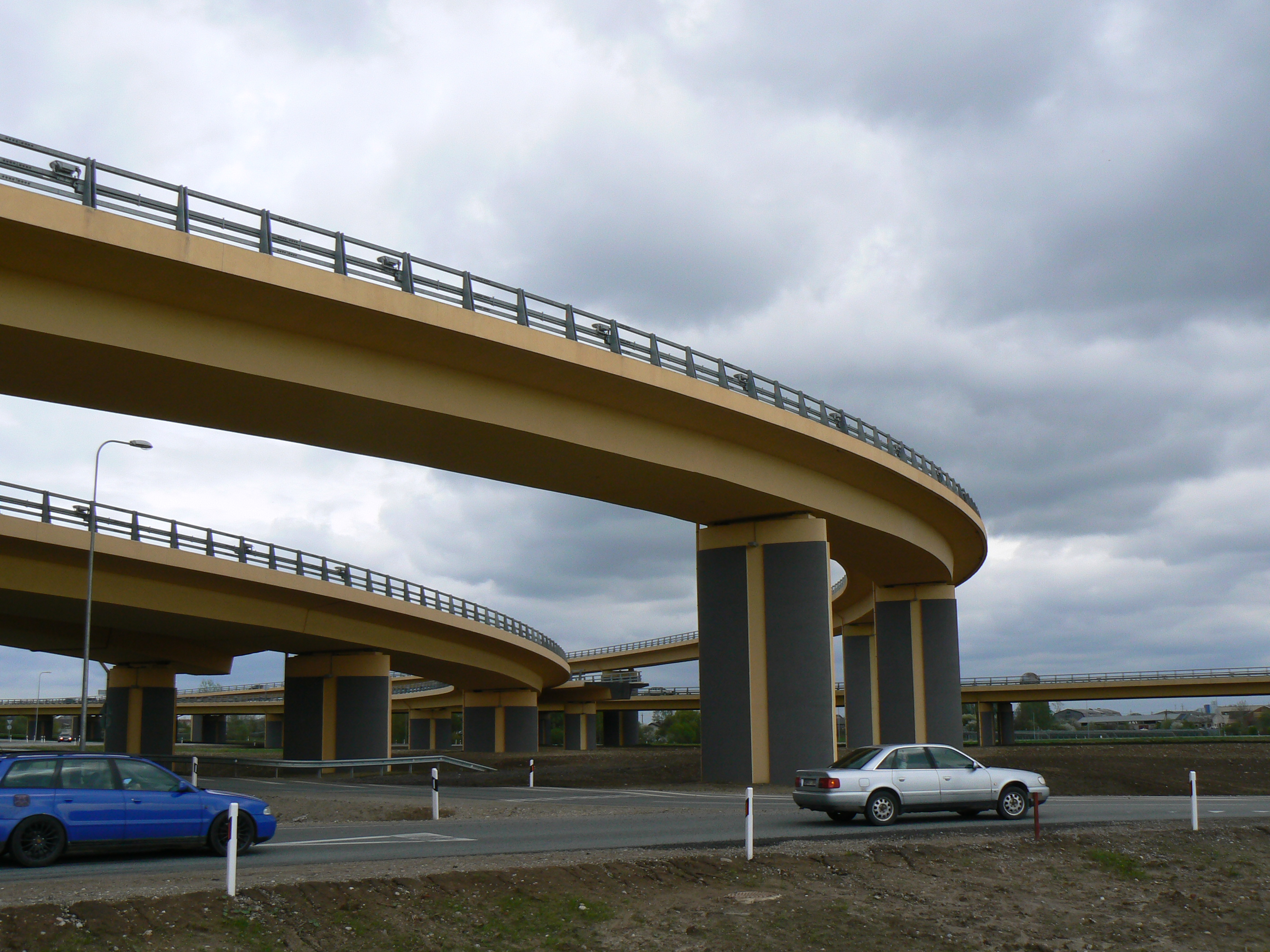
Raccordo autostradale che collega la A1, la A13 e la statale 141 presso Klaipėda. La A1 è il ponte rettilineo sullo sfondo

La Magistralinis kelias A1 è un'strada maestra della Lituania. Collega la capitale Vilnius alla città portuale di Klaipėda, passando per la seconda città più grande del Paese, Kaunas. La lunghezza supera i 300 chilometri e la rende la più lunga del Paese baltico.

## Descrizione
L’A1 è composta da quattro corsie (due per carreggiata) separate da manto erboso e guard rail. In gran parte del tragitto da Kaunas a Klaipėda ha caratteristiche autostradali e su essa vige il limite di velocità di 130 km/h (110 in caso di pioggia). La sezione da Kaunas a Vilnius è classificata superstrada e il limite è di 120 km/h in estate e di 110 in inverno. Presso Vievis, il limite di velocità per tutto l’anno è di 100 km/h perché il manto stradale è classificato come strada ordinaria.
La A1 è parte della strada europea E85 e, per un breve tratto presso Kaunas, anche della E67.
Il tratto tra Vilnius e Kaunas fu completato nel 1970, quello da Kaunas a Klaipėda nel 1987. Questa parte sostituisce i 40 km nella precedentemente realizzata “autostrada della Samogizia”, ultimata nel 1930 e che partiva da Kaunas.
Sono stati presentati progetti per rendere più alto il limite di velocità tra Kaunas e Vilnius. Per soddisfare i criteri, la maggior parte delle corsie di accelerazione e decelerazione in prossimità delle uscite verrà estesa e raggiungerà i 250 m di lunghezza, si procederà ad ammodernare i guard rail e saranno costituite delle autonome piazzole di sosta per gli autobus, di modo che saranno separate dalla strada principale: in una struttura siffatta, dovrebbe poi anche essere possibile includere dei sottopassi pedonali e un miglioramento (o una costruzione dove ancora non vi sono) delle recinzioni per evitare l’ingresso di animali selvatici.
Il tratto che raggiunge Kaunas (tra gli incroci con la A5 e la A6) è solitamente quello più trafficato, anche in virtù della confluenza di diverse strade considerate non urbane in Lituania: questa sezione è priva delle quattro carreggiate e si sta già pensando ad ovviare a tale problema con la costruzione di due carreggiate interne per gestire il traffico della Via Baltica e della A6 e le altre due per gli autoveicoli che si spostano tra le varie zone della città.